# حالا صحبت کن
حالا صحبت کن (به انگلیسی: Speak Now) سومین آلبوم استودیویی خواننده-ترانه‌نویس آمریکایی، تیلور سوئیفت است. این آلبوم ۲۵ اکتبر ۲۰۱۰ از طریق بیگ مشین رکوردز منتشر شد. سوییفت این آلبوم را کاملاً خودش در حین تور سال‌های ۲۰۰۹ تا ۲۰۱۰ نوشت تا گذرش از نوجوانی به بزرگسالی را بازتاب دهد.
سوییفت آلبوم «حالا صحبت کن» را به‌عنوان یک آلبوم مفهومی نسبتاً آزاد در نظر گرفت که درباره‌ی حرف‌های ناگفته‌ای بود که می‌خواست به مخاطبان ترانه‌هایش بگوید.
با استفاده از ترانه‌سرایی اعتراف‌گونه، این آلبوم عمدتاً درباره‌ی دل‌شکستگی و تأمل در روابط ازهم‌پاشیده است، و برخی از قطعات آن نیز با الهام از شهرت روزافزون سوییفت در انظار عمومی نوشته شده‌اند تا به منتقدان و دشمنانش پاسخ دهد.او به همراه نیتن چپمن آلبوم «حالا صحبت کن» را تهیه کرد؛ آلبومی که ترکیبی از سبک‌های کانتری پاپ، پاپ راک و پاور پاپ است. ترانه‌های این آلبوم دارای سبک‌های برجسته‌ی راک هستند و ملودی‌های آن با سازهای آکوستیک، گیتارهای الکتریک زنگ‌دار، درام‌های پرانرژی و سازهای ارکسترال در هم آمیخته‌اند.
پس از انتشار آلبوم، سوئیفت از فوریه ۲۰۱۱ تا مارس ۲۰۱۲ تور جهانی حالا صحبت کن را آغاز کرد. این آلبوم با شش تک‌آهنگ پشتیبانی شد، از جمله این‌ها می‌توان به دو تک‌آهنگ راه‌یافته به جمع ده آهنگ برتر جدول بیلبورد هات ۱۰۰ آمریکا یعنی «مال من» و «بازگشت به دسامبر» اشاره کرد، همچنین دو آهنگ «پرواز جرقه‌ها» و «مال ما» که به رتبه‌ی اول جدول ترانه‌های داغ کانتری آمریکا رسیدند. آلبوم «حالا صحبت کن» در صدر جدول‌های موسیقی قرار گرفت و گواهی‌نامه‌های چندپلاتین را در کشورهای استرالیا، کانادا و نیوزیلند دریافت کرد. در ایالات متحده، این آلبوم در هفته‌ی اول انتشار خود یک میلیون نسخه فروخت، شش هفته در رتبه‌ی اول جدول "بیلبورد" ۲۰۰ باقی ماند، و از سوی انجمن صنعت ضبط موسیقی آمریکا شش‌بار پلاتین دریافت کرد، چرا که از مرز شش میلیون واحد معادل آلبوم عبور کرده بود.
منتقدان موسیقی عموماً آلبوم «حالا صحبت کن» را به‌خاطر ملودی‌های سازگار با رادیو و ارتباط احساسی آن ستودند. برخی منتقدان معتقد بودند که اشعار، بلوغ سوئیفت در اوایل بزرگسالی را نشان می‌دهد، اما چند منتقد دیگر قطعات پرتنش آلبوم را سطحی ارزیابی کردند. در پنجاه و چهارمین مراسم جایزه گرمی در ۲۰۱۲، «حالا صحبت کن» برای بهترین آلبوم کانتری نامزد شده بود، و تک‌آهنگ آن «بدجنس» جایزه‌های بهترین آهنگ کانتری و بهترین اجرای تک‌نفره‌ی کانتری را برنده شد. این آلبوم در فهرست‌های پایان دهه‌ی ۲۰۱۰ مجلات «بیلبورد» و «اسپین» قرار گرفت، و مجله‌ی «رولینگ استون» نیز آن را در فهرست‌های «۵۰ آلبوم برتر تاریخ از هنرمندان زن» (۲۰۱۲) و «۲۵۰ آلبوم برتر قرن بیست‌و‌یکم تا کنون» (۲۰۲۵) جای داد. پس از یک اختلاف بر سر مالکیت آثار گذشته‌ی تیلور سوئیفت در سال ۲۰۱۹، او آلبوم «حالا صحبت کن» را دوباره ضبط کرد و نسخه‌ی جدید آن را با عنوان «حالا صحبت کن (نسخه تیلور)» در ۷ ژوئیه ۲۰۲۳ منتشر کرد. مالکیت این آلبوم در تاریخ ۳۰ مه ۲۰۲۵ به سوئیفت بازگردانده شد.

## پس‌زمینه

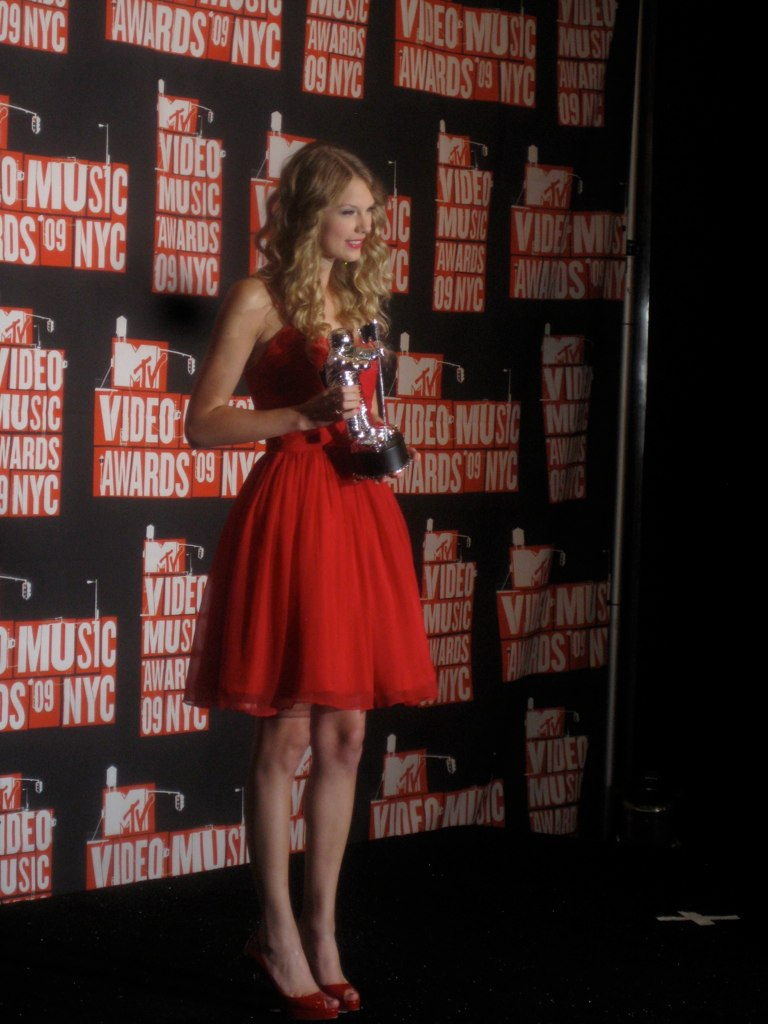
سوئیفت در جوایز ویدئو موسیقی ام‌تی‌وی ۲۰۰۹

تیلور سوئیفت دومین آلبوم استودیویی خود با نام «بی‌باک» را در نوامبر ۲۰۰۸ از طریق شرکت بیگ مشین رکوردز مستقر در نشویل، تنسی منتشر کرد. این آلبوم ۱۱ هفته در رتبه‌ی اول جدول "بیلبورد" ۲۰۰ آمریکا باقی ماند، که طولانی‌ترین حضور در صدر جدول برای یک هنرمند زن موسیقی کانتری محسوب می‌شود. این آلبوم پرفروش‌ترین آلبوم سال ۲۰۰۹ در ایالات متحده بود و سوئیفتِ ۲۰ ساله جوان‌ترین هنرمندی شد که از زمان آغاز ردیابی فروش آلبوم‌ها توسط نیلسن ساوند‌اسکن در سال ۱۹۹۱، موفق به ثبت عنوان پرفروش‌ترین آلبوم سال شده است.
 دو تک‌آهنگ آلبوم، «داستان عشق» و «تو متعلق به منی»، در هر دو ایستگاه کانتری و پاپ رادیو عملکرد بسیار موفقی داشتند و سوئیفت را به شهرتی گسترده در جریان اصلی موسیقی رساندند. «داستان عشق» نخستین آهنگ کانتری بود که به رتبه‌ی اول جدول ایرپلی پاپ رسید، و «تو متعلق به منی» نیز اولین آهنگ کانتری بود که صدرنشین جدول سراسری ترانه‌های رادیویی شد.
 در پنجاه و دومین مراسم جایزه گرمی در فوریه ۲۰۱۰، «بی‌باک» جایزه های گرمی آلبوم سال و بهترین آلبوم کانتری را از آن خود کرد، و تک‌آهنگ آن «اسب سفید»، جوایز بهترین اجرای آواز کانتری زن و بهترین ترانه‌ی کانتری را برنده شد.
موفقیت آلبوم «بی‌باک» باعث شد سوئیفت به یکی از بزرگ‌ترین ستاره‌های موسیقی کانتری تبدیل شود که به بازار جریان اصلی نیز راه پیدا کرد.
 در جوایز ویدئو موسیقی ام‌تی‌وی ۲۰۰۹، جایی که سوئیفت بهترین ویدئوی زن را برای «تو به من تعلق داری» برنده شد، رپر کانیه وست هنگام سخنرانی تیلور سوئیفت برای دریافت جایزه، صحبت‌های او را قطع کرد؛ این اتفاق بازتاب گسترده‌ای در رسانه‌ها داشت و با عنوان «Kanyegate» شناخته شد. در پنجاه‌ودومین دوره‌ی جوایز سالانه‌ی گرمی، سوئیفت ترانه‌های «تو به من تعلق داری» و «ریانون» را به‌همراه استیوی نیکس اجرا کرد؛ برخی منتقدان معتقد بودند که اجرای سوئیفت از نظر ووکال ضعیف بود. ام‌تی‌وی نیوز اظهار کرد که ماجرای مراسم جوایز ام‌تی‌وی، سوئیفت را به یک «چهره‌ی مشهور واقعی در جریان اصلی» تبدیل کرد، و روزنامه‌ی «نیویورک تایمز» نوشت که دیدن یک خواننده-ترانه‌سرای بااستعداد مانند سوئیفت که "گاه‌گاهی اشتباه می‌کند"، تازه و دل‌نشین است. سوئیفت بلافاصله پس از انتشار آلبوم «بی‌باک» نوشتن برای سومین آلبوم استودیویی‌اش را آغاز کرد و در طول تور بی‌باک در سال‌های ۲۰۰۹ و ۲۰۱۰ نیز به نوشتن ادامه داد.

## آهنگ‌سازی

### تهیه و تولید
سوئیفت بخش زیادی از آلبوم «حالا صحبت کن» را همراه با چپمن در استودیوی «Pain in the Art» در نشویل ضبط کرد. با اینکه موفقیت تجاری آلبوم «بی‌باک» این امکان را به سوئیفت می‌داد که با تهیه‌کنندگان بیشتری همکاری کند، او تصمیم گرفت تنها با چپمن کار کند، زیرا معتقد بود رابطه‌ی کاری‌شان مؤثر و سازنده است. فرآیند ضبط با ساخت یک دمو آغاز مشد؛ سوییفت آواز اصلی را ضبط می‌کرد و گیتار می‌نواخت، و چپمن هم آواز پس‌زمینه می‌خواند و دیگر سازها را می‌نواخت. پس از تنظیم دموها، آن‌ها با مهندسان صدا و نوازندگان دیگر همکاری می‌کردند تا برخی عناصر را اصلاح کنند، از جمله اُورداب‌ها و درام‌های برنامه‌ریزی‌شده.
. اولین قطعه‌ای که چپمن در آلبوم «حالا صحبت کن» با سوئیفت تهیه کرد، آهنگ «مال من» بود که آن را ظرف پنج ساعت ضبط کردند.
چپمن به‌دلیل آزادی هنری‌اش اظهار کرد که مسئول «۶۰ درصد از موسیقی آلبوم، از جمله ۹۰ درصد از بخش گیتارها» بوده است. بخش زیادی از تهیه‌کنندگی چپمن در آلبوم «حالا صحبت کن» مشابه آلبوم «بی‌باک» بود؛ او درام‌ها را با نرم‌افزار Superior Drummer از شرکت Toontrack برنامه‌ریزی کرد، درام‌ها را با کیبورد رولند فانتون جی۶ نواخت، گیتارهای الکتریک را به تنظیمات اضافه کرد، صدای سوئیفت را با میکروفون Avantone CV12 ضبط کرد و صدای پس‌زمینه‌ی خودش را با میکروفون Shure SM57 گرفت. او گیتار بیس را با پری‌امپلی‌فایر Avalon VT737 تولید کرد و از سیستم CLASP شرکت اِندلس اُدیو برای همگام‌سازی ویرایش‌هایش در نرم‌افزارهای پرو تولز و لاجیک استفاده کرد. برای هم‌خوانی صداها با سبک موسیقی کانتری، چپمن با دیگر نوازندگان نشویل همکاری کرد تا درام‌های برنامه‌ریزی‌شده را با درام‌های زنده جایگزین کند و سازهای آکوستیک مانند فیدل را به تنظیمات اضافه کند. برای نمونه، چپمن از استیو مارکانتونیو خواست تا درام‌های برنامه‌ریزی‌شده‌ی آهنگ «مال من» را در استودیوی بلک‌برد در نشویل کاهش دهد. برای برخی قطعات، از جمله «بازگشت به دسامبر»، سوئیفت و تیمش به استودیوی کپیتول در لس‌آنجلس رفتند تا بخش‌های ارکستراسیون زهی را ضبط کنند.
پس از پایان ضبط، جاستین نایبنک وظیفه‌ی میکس صدای آلبوم را با استفاده از نرم‌افزار پرو تولز در استودیوی بلک‌برد بر عهده گرفت. او طی سه هفته، میکس ۱۷ قطعه را به پایان رساند؛ شامل ۱۴ قطعه‌ی نسخه‌ی استاندارد و سه قطعه‌ی اضافه در نسخه‌ی دیلاکس. از آن‌جا که سوئیفت می‌خواست حالا صحبت کن» نوعی ارتباط مستقیم با مخاطبانش باشد، نایبنک در میکس آلبوم از ریورب مونو الهام‌گرفته از موسیقی دهه‌های ۱۹۵۰ و ۱۹۶۰ استفاده کرد تا حال‌و‌هوایی «وینتیج» و «رترو» ایجاد کند؛ به گفته‌ی خودش، این کار حس اصالت و صداقت بیشتری به موسیقی بخشید. هنک ویلیامز فرآیند مسترینگ صدای این ضبط‌ها را بر عهده داشت.
 به‌دلیل آن‌که بخش زیادی از آلبوم «حالا صحبت کن» در نشویل ضبط و میکس شده بود، نایبنک معتقد بود این آلبوم در میان آثار پاپی که با فناوری‌های رایج آن زمان مانند اتوتیون و ملودین دست‌کاری شده بودند، متمایز و برجسته ظاهر شد. با اینکه چپمن مسئول بخش بزرگی از تهیه‌کنندگی بود، او گفت که اعتبار هم‌تهیه‌کنندگی سوئیفت کاملاً سزاوارانه بوده است: «ما واقعاً یک تیم بودیم، بسیار همکاری‌محور.»

### موسیقی
«حالا صحبت کن» از سبک کانتری پاپ پیروی می‌کند و عناصر برجسته‌ای از موسیقی جریان اصلی در آن به چشم می‌خورد؛ سبکی که پیش‌تر آلبوم‌های «تیلور سوئیفت» و «بی‌باک» را نیز تعریف کرده بود. تنظیمات موسیقایی آن مشابه آلبوم‌های اول و دوم سوئیفت است، اما بافت سازها غنی‌تر شده و تأثیرات قوی‌تری از موسیقی پاپ و راک را القا می‌کند. قطعهٔ بلوگرس که با بنجو اجرا شده و نامش «بدجنس» است، تنها آهنگی است که منتقدان دربارهٔ آن به‌عنوان یک قطعهٔ کانتری اتفاق نظر داشتند.
ساختار کلی آهنگ‌های «حالا صحبت کن» شامل اوج‌گیری‌های هیجانی، ملودی‌های جذاب پاپ و هوک‌های به‌یادماندنی است، که با گیتارهای زنگ‌زننده، درام‌های پرانرژی و کورس‌های قدرتمند مشخص می‌شود. چندین منتقد دسته‌بندی آلبوم «حالا صحبت کن» را به‌عنوان یک اثر کانتری نادیده گرفتند، و سبک آن را بیشتر در ژانر پاپ راک و پاور پاپ قرار دادند. آن پاورز در نقدی برای روزنامه‌ی «لس آنجلس تایمز» این آلبوم را در مرز بین آلترنتیو راک و بابلگام پاپ توصیف کرد و گفت که قطعات آن سبک‌های متنوعی را در بر می‌گیرند؛ از «سازهای زهی پرزرق‌وبرق به سبک سلین و کیچ-پاپ تا بنجوی آمریکانا و گیتار الکتریک کانتری‌پولیتان».
به گفتهٔ موسیقی‌شناس جیمز ای. پرون، تأثیرات راک در «حالا صحبت کن» را می‌توان به سبک‌های راک اواخر دهه ۱۹۷۰ تا دهه ۱۹۸۰ ردیابی کرد. آهنگ «پرواز جرقه‌ها» دارای تولیدی به سبک آرنا راک است که گیتارها و فیدل‌های ظریف در آن شنیده می‌شوند. قطعهٔ عنوانی آلبوم، یک آهنگ کانتری پاپ است که با گیتار آکوستیک پیش می‌رود و دارای کورسی به سبک راک دهه ۱۹۵۰ است. آهنگ‌های «داستان ما» و «بهتر از انتقام» قطعاتی در سبک پاپ پانک هستند که محوریت آن‌ها گیتار الکتریک است؛ قطعهٔ اول (داستان ما) تأثیراتی از سبک‌های دنس پاپ و نیو ویو دارد، و قطعهٔ دوم (بهتر از انتقام) حال‌وهوایی از هارد راک دهه ۱۹۸۰ دارد، اما با دسترسی‌پذیری ملودیک بیشتر. قطعهٔ «جن‌زده» که از سبک‌های آرنا راک و گوث راک الهام گرفته، شامل یک بخش زهی تکرارشونده و دراماتیک است. قطعه پایانی «زنده باد» یک آهنگ در سبک هارت‌لند راک است که شامل هماهنگی‌های آوازی گروه‌های دخترانه و گیتارهای زنگ‌زنندهٔ راک می‌شود.
باقی قطعات «حالا صحبت کن» به صورت بالادهای احساسی هستند. «بازگشت به دسامبر» یک بالاد نرم، ارکسترال و پر از سازهای زهی است. «جان عزیز» یک آهنگ کانتری-پاپ با حال و هوای آرام و تدریجی است که ویژگی‌هایی از بلوز دارد و شامل نواختن‌های گیتار الکتریک لیک می‌شود. بالاد گیتاری «هرگز بزرگ نشو» دارای تولیدی ساده و کم‌حجم است که به خوبی با اشعار دلتنگ و آرزومندانه‌ی آن هم‌نشینی دارد. در آهنگ «طلسم‌شده»، گیتار آکوستیک پس از هر بخش تکرار شده (ریفِرِین) به تدریج شدت می‌گیرد (کرشندو) و در پایان به یک کُدای چندلایه‌ی هارمونی ختم می‌شود. آهنگ‌های «بی‌گناه» و «آخرین بوسه» از سازهای کم‌حجم و ساده بهره می‌برند؛ قطعه دوم (آخرین بوسه) یک والس با تمپو کند است که با آوازهای نرم و نفس‌دار همراه است. آهنگ «اگر این یه فیلم بود»، یه آهنگ جایزه است که در نسخه دیلاکس آلبوم حضور دارد و تنها قطعه‌ای است که صرفاً توسط سوئیفت نوشته نشده است، یک بالاد با ریتم تند با ریف تکرارشوندهٔ گیتار و هارمونی‌های ساده است.

## اجراها
سوئیفت آهنگ «بی گناه» را در مراسم جوایز موزیک ویدئوی سال ۲۰۱۰ اجرا کرد و تعدادی دیگر از موزیک‌ها نیز قبل از انتشار آلبوم، اجرا شده بودند.

## تک‌آهنگ‌ها
| بررسی انتقادی     | بررسی انتقادی |
| منبع              | رتبه‌بندی      |
| ----------------- | ------------- |
| آل‌میوزیک          | [ ۵۲ ]        |
| شیکاگو سان-تایمز  | [ ۵۳ ]        |
| اینترتینمنت ویکلی | +ب            |
| لس‌آنجلس تایمز     | [ ۳۶ ]        |
| نیویورک تایمز     | (خوب)         |
| رولینگ استون      | [ ۴۵ ]        |
| مجله اسلنت        | [ ۳۱ ]        |
| مجله اسپاین       | (۷/۱۰)        |
| یواس‌ای تودی       | [ ۵۵ ]        |
| ویلیج وویز        | (خوب)         |

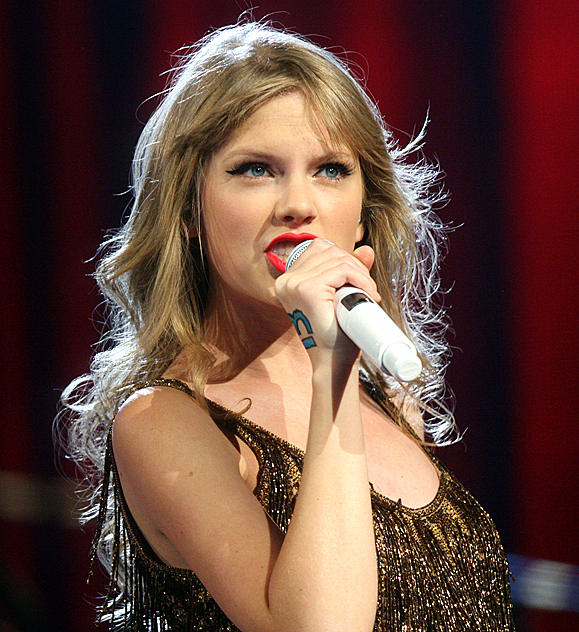
تیلور سوئیفت درحال اجرای آلبوم حالا صحبت کن در کنسرت سیدنی استرالیا 2012

اولین تک‌آهنگ این آلبوم «مال من» در چهارم اوت ۲۰۱۰ منتشر شد.

## فروش و منتقدین

### فروش
آلبوم با فروش هفته اول خود به میزان ۱٫۰۴۷٫۰۰۰ کپی، در صدر بیلبورد آمریکا قرار گرفت. دقیقاً اتفاقی که برای آلبوم «بی‌باک» هم افتاده بود. در بریتانیا نیز در رده ۶ قرار گرفت. در کانادا نیز آلبوم با فروش ۶۲ هزار نسخه، در صدر جدول قرار گرفت.

### نظر منتقدین
اکثر منتقدین به این آلبوم رتبه و امتیاز دادند. در جدول مقابل، امتیاز منتقدین به این آلبوم مشخص است.

## تاثیر
سوییفت گفته که آلبوم «حالا صحبت کن» را به‌تنهایی نوشته تا به تردیدهای منتقدان درباره توانایی‌اش در ترانه‌سرایی پاسخ دهد. در حالی‌که نقدهای قبلی بر نقش هم‌نویس‌ها در آلبوم‌های گذشته‌اش تأکید داشتند، آلبوم «حالا صحبت کن» اعتبار قطعی لازم را به سوئیفت داد تا مالکیت آثار و مسیر حرفه‌ای‌اش را با قاطعیت به نام خود ثبت کند. برخی از پژوهشگران بر این باورند که این آلبوم با نگاه‌های دقیق، ترانه‌های اعتراف‌گونه و گاه مقابله‌جویانه‌اش درباره چالش‌های بزرگسالیِ نوپا و شهرت، جایگاه هنری سوئیفت را تثبیت کرده است؛ بسیاری از نقدهای بازنگرانه، این آلبوم را سنگ‌بنای مهارت ترانه‌سرایی پیوسته و پخته‌تر سوئیفت در آلبوم‌های بعدی او دانسته‌اند. موفقیت تجاری این آلبوم به شهرت سوئیفت به‌عنوان یک ستاره پاپ کمک کرد و باعث شد از هویت پیشین خود به‌عنوان یک هنرمند موسیقی کانتری فراتر برود. سم سودومسکی از پیچفورک، در نقدی که در سال ۲۰۱۹ بر این آلبوم نوشت، مطرح کرد که هویت کانتری سوئیفت بیشتر به‌عنوان نشانه‌ای از ترانه‌سرایی خودزندگینامه‌ای او عمل می‌کرد تا یک سبک موسیقایی.
چندین منتقد، «حالا صحبت کن» را در چارچوب شهرت سوییفت بررسی و تحلیل کرده‌اند. بسیاری از آهنگ‌های آلبوم از تجربیاتی الهام گرفته شده‌اند که به‌طور معمول در مطبوعات پوشش داده می‌شدند، مانند روابط عاشقانه کوتاه‌مدت و حادثه جوایز ام‌تی‌وی در سال ۲۰۰۹.این موضوع نه تنها زمینه‌ساز ترانه‌سرایی اعتراف‌گونه در آلبوم‌های بعدی سوئیفت شد، بلکه باعث گمانه‌زنی‌های رسانه‌ای درباره سوژه‌های پشت اشعار او نیز گردید. مورا جانستون معتقد بود که این آهنگ‌ها پایه و اساس آلبوم ۲۰۱۷ او «اعتبار» را شکل دادند، آلبومی که تمرکز آن بر تصویر عمومی سوئیفت و مقابله با منتقدان بود. به گفته آدریان براون، استاد مطالعات جنسیتی، ترانه‌هایی که درباره عشق آرمانی و تصویر معصوم و «دختر خوب» سوئیفت بودند، باعث شدند او در میان هنرمندان زن پاپ معاصر که اغلب جنسی‌شده بودند، متمایز شود. براون اظهار داشت که خودداری سوییفت از بحث آشکار درباره‌ی مسائل جنسی و تمایلش به انتقاد از زنانی که «خودشان را به فروش می‌رسانند»، مانند آنچه در ترانه «بهتر از انتقام» دیده می‌شود، مشکل‌ساز بود.
در نوامبر ۲۰۲۰، پس از یک اختلاف بر سر مالکیت نسخه‌های اصلی (مستر)های آثار قدیمی‌اش، سوئیفت شروع به ضبط مجدد شش آلبوم استودیویی اول خود کرد. در تاریخ ۵ مه ۲۰۲۳، در نخستین اجرای اراز تور در نشویل، سوئیفت نسخه بازضبط‌شدهٔ آلبوم «حالا صحبت کن» به نام «حالا صحبت کن (نسخه تیلور)» را اعلام کرد و تاریخ انتشار آن را ۷ ژوئیه اعلام نمود. «حالا صحبت کن (نسخه تیلور)» شامل بازضبط همه‌ی چهارده آهنگ نسخه استاندارد و همچنین قطعات اضافه «مال ما» و «سوپرمن» از نسخه دلوکس است،  و همچنین شامل شش قطعهٔ «From the Vault» است که قبلاً منتشر نشده بودند. پس از انتشار «حالا صحبت کن (نسخه تیلور)»، آلبوم اصلی در سوئیس به رتبهٔ یک، در اتریش به رتبه یک، در آلمان به رتبه دو، و در دو کشور دیگر (اتریش و آلمان) به گواهی طلایی (گلد) دست یافت. مالکیت آلبوم اصلی در تاریخ ۳۰ مه ۲۰۲۵ به همراه پنج آلبوم دیگرش که تحت قرارداد با بیگ ماشین منتشر شده بودند، دوباره به سوئیفت واگذار شد.

## فهرست ترانه‌ها
همهٔ ترانه‌ها توسط تیلور سوئیفت، بجز جاهایی که یادداشت شده نوشته شده‌است.
| فهرست ترانه‌های استاندارد حالا صحبت کن | فهرست ترانه‌های استاندارد حالا صحبت کن | فهرست ترانه‌های استاندارد حالا صحبت کن |
| شماره                                 | نام                                   | مدت                                   |
| ------------------------------------- | ------------------------------------- | ------------------------------------- |
| ۱.                                    | «مال من»                              | ۳:۵۰                                  |
| ۲.                                    | «پرواز جرقه‌ها»                        | ۴:۲۰                                  |
| ۳.                                    | «بازگشت به دسامبر»                    | ۴:۵۳                                  |
| ۴.                                    | «حالا صحبت کن»                        | ۴:۰۰                                  |
| ۵.                                    | «جان عزیز»                            | ۶:۴۳                                  |
| ۶.                                    | «بدجنس»                               | ۳:۵۷                                  |
| ۷.                                    | «داستان ما»                           | ۴:۲۵                                  |
| ۸.                                    | «هرگز بزرگ نشو»                       | ۴:۵۰                                  |
| ۹.                                    | «طلسم‌شده»                             | ۵:۵۳                                  |
| ۱۰.                                   | «بهتر از انتقام»                      | ۳:۳۷                                  |
| ۱۱.                                   | «بی‌گناه»                              | ۵:۰۲                                  |
| ۱۲.                                   | «جن‌زده»                               | ۴:۰۲                                  |
| ۱۳.                                   | «آخرین بوسه»                          | ۶:۰۷                                  |
| ۱۴.                                   | «زنده باد»                            | ۵:۱۷                                  |
| مجموع مدت:                            | مجموع مدت:                            | ۶۷:۲۹                                 |

| آهنگ‌های جایزه نسخه‌ی لوکس | آهنگ‌های جایزه نسخه‌ی لوکس                                        | آهنگ‌های جایزه نسخه‌ی لوکس |
| شماره                    | نام                                                             | مدت                      |
| ------------------------ | --------------------------------------------------------------- | ------------------------ |
| ۱۵.                      | «مال ما»                                                        | ۳:۵۸                     |
| ۱۶.                      | «اگر این یه فیلم بود» (نوشته شده توسط سوئیفت و مارتین جانسون)   | ۳:۵۴                     |
| ۱۷.                      | «سوپرمن»                                                        | ۴:۳۶                     |
| ۱۸.                      | «بازگشت به دسامبر» (آکوستیک)                                    | ۴:۵۲                     |
| ۱۹.                      | «جن‌زده» (آکوستیک)                                               | ۳:۳۷                     |
| ۲۰.                      | «مال من» (نسخه‌ی پاپ)                                            | ۳:۵۰                     |
| ۲۱.                      | «سر صحنه‌ی فیلم برداری: پشت صحنه‌ی موزیک ویدیوی "مال من"» (ویدئو) | ۳۰:۲۱                    |
| ۲۲.                      | «مال من» (موزیک ویدیو)                                          | ۳:۵۵                     |

یاداشت‌ها
- نسخه‌ی دیجیتال استاندارد بین المللی "مال من (نسخه‌ی ایالات متحده)" را به عنوان آهنگ ۱۵ نشان می دهد.[۸۳]
- نسخه لوکس بین‌المللی شامل «مال من (نسخه‌ی ایالات متحده)»، «بازگشت به دسامبر (نسخه‌ی ایالات متحده)»، و «داستان ما (نسخه‌ی ایالات متحده)» به عنوان آهنگ‌های ۲۰، ۲۱ و ۲۲ است.[۸۴]

## وضعیت فروش و جوایز
| فروش در کشور        | رتبه |
| ------------------- | ---- |
| استرالیا            | ۱    |
| بلژیک               | ۱۸   |
| کانادا              | ۱    |
| دانمارک             | ۲۶   |
| هلند                | ۱۷   |
| فرانسه              | ۳۹   |
| ایرلند              | ۶    |
| ایتالیا             | ۱۸   |
| نیوزیلند            | ۱    |
| اسپانیا             | ۱۰   |
| سوئد                | ۱۸   |
| سوئیس               | ۲۰   |
| نروژ                | ۴    |
| بریتانیا            | ۶    |
| بیلبورد ۲۰۰         | ۱    |
| آلبوم‌های سبک کانتری | ۱    |

### جوایز
| کشور     | گواهینامه |
| -------- | --------- |
| استرالیا | پلاتین    |